# Adam Rapp
Adam Rapp (ur. 15 czerwca 1968 w Jolliet) – amerykański pisarz, dramaturg, scenarzysta, reżyser i muzyk.

## Życiorys
Urodził się w Jolliet w stanie Illinois jako syn Marii i Lee Douglasa Rappa. Rodzice rozwiedli się, gdy miał pięć lat, a Adam wraz z bratem Anthonym (aktorem, działaczem LGBT) i siostrą Ann był wychowywany przez matkę, która zmarła w 1997. Ukończył Clarke College w Dubuque w Iowa, a także dramaturgię na znanej nowojorskiej Juilliard School.
Rapp jest autorem licznych, często kontrowersyjnych powieści z gatunku young adults novels (powieści dla młodzieży). Powieść Rappa The Buffalo Tree została ocenzurowana przez radę Muhlenberg School w Reading, Pensylwania, ze względu na język i treści seksualne. Pierwszą powieść dla dorosłych The Year of Endless Sorrows opublikował w grudniu 2006 r.
We wrześniu 2009 zadebiutował w gatunku powieści graficznej (graphic novel) dziełem Ball Peen Hammer wydawnictwa First Second Books. Obecnie kończy prace nad kolejnym tytułem z gatunku – Decelerate Blue. W 2005 debiutował jako reżyser i scenarzysta filmowy dziełem Winter Passing (Oby do wiosny) z Edem Harrisem. Był również konsultantem kreatywnym telewizyjnego serialu The L Word. Rapp był również członkiem zespołu muzycznego Bottomside, z którym wydał w 2004 album The Element Man. Obecnie jest członkiem zespołu Less the Band. W 2006 zespół wydał płytę Bear.
W 2010 za powieść Punkzilla uhonorowany został nagrodą Michael L. Printz Award Honor Book dla najlepszej powieści dla młodzieży przyznawaną przez magazyn krytyków literackich Booklist wydawany przez American Library Association.

## Sztuki teatralne
- The Metal Children (2010)
- Classic Kitchen Timer (2009)
- Kindness (2008)
- Bingo With The Indians (2007)
- American Sligo (2007)
- Essential Self Defense (2007)
- Red Light Winter (2005)
- Members Only (2005)
- Gompers (2005)
- Blackbird (2004)
- Stone Cold Dead Serious (2003)
- Trueblinka (2002)
- Faster (2002)
- Finer Noble Gases (2002)
- Train Story (2002)
- Nocturne (2001)
- Animals and Plants (2001)

## Young adults novels
- Punkzilla (2009)
- Under the Wolf, Under the Dog (2004)
- 33 Snowfish (2003)
- Little Chicago (1998)
- The Copper Elephant (1995)
- Missing the Piano (1994)
- The Buffalo Tree (1990)